# Селуччи, Пол
Арджео Пол Селуччи (англ. Argeo Paul Cellucci; 24 апреля 1948, Хадсон, Массачусетс — 8 июня 2013, там же) — американский политик-республиканец и дипломат. Занимал пост вице-губернатора штата Массачусетс с 1993 по 1999 (и. о. губернатора с 1997 по 1999), а затем губернатора с 1999 по 2001 годы. Посол США в Канаде с 2001 по 2005 год.
Родился в итало-американской семье, получил диплом юриста в Бостонском колледже. В 1977 году был избран в Палату представителей Массачусетса, а в 1985 — в Сенат штата.
Скончался от амиотрофического бокового склероза (болезнь Лу Герига).